# Gruczolakorak

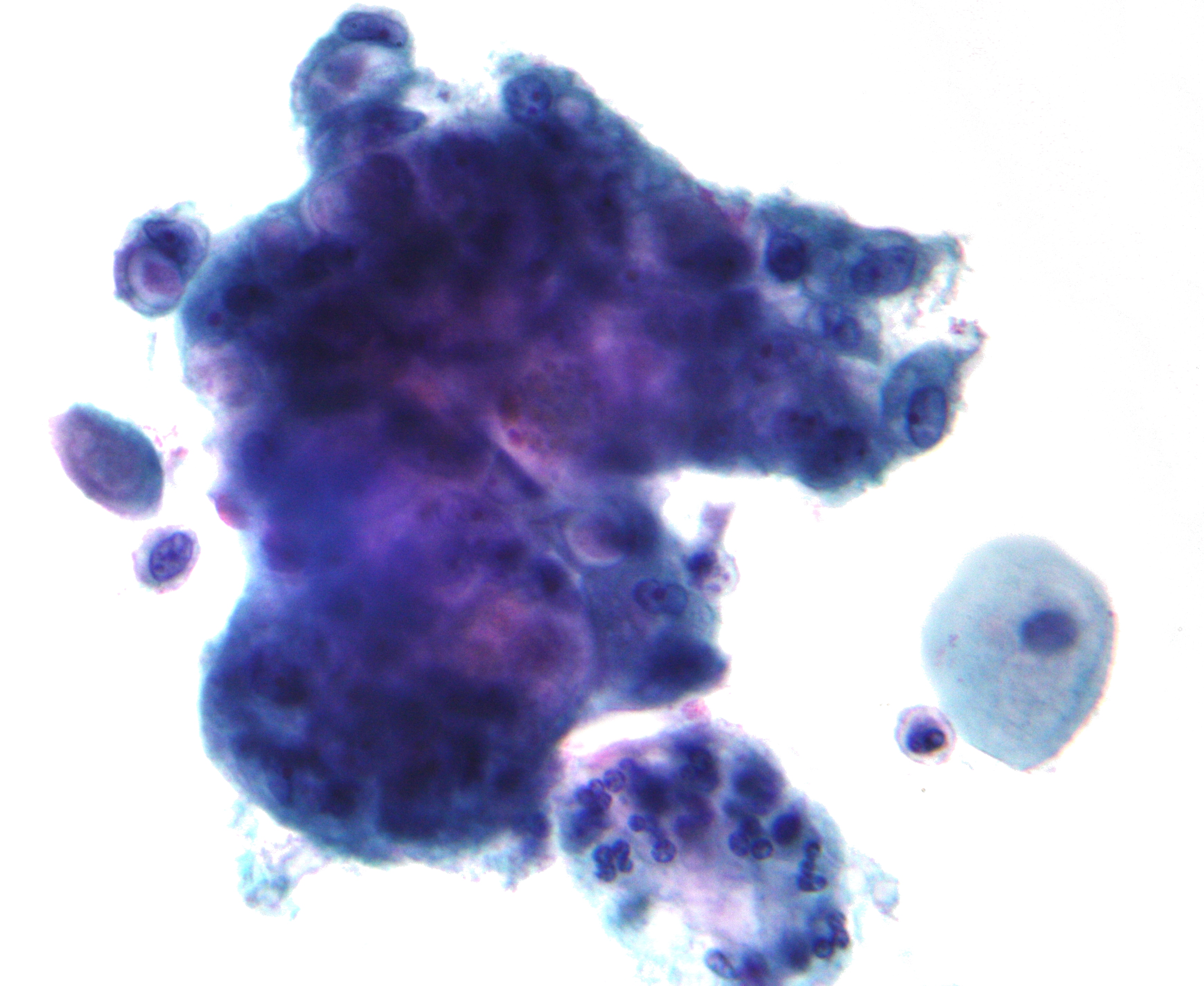
Mikrografia badania cytologicznego ukazująca gruczolakoraka

Gruczolakorak, rak gruczołowy (łac. adenocarcinoma) – nowotwór różnicujący się w kierunku gruczołów, naśladując w różnym stopniu utkanie narządu, w którym się rozwinął.